# Golden Valley (Minnesota)
Golden Valley è un comune degli Stati Uniti d'America, situato in Minnesota, nella contea di Hennepin.